# Aconitum toxicum
Aconitum toxicum är en ranunkelväxtart. Aconitum toxicum ingår i släktet stormhattar, och familjen ranunkelväxter.

## Underarter
Arten delas in i följande underarter:
- A. t. bosniacum
- A. t. bucegiense
- A. t. crispulum
- A. t. nyaradyanum
- A. t. toxicum